# Seznam slovenskih glasbenih in muzikoloških periodičnih publikacij
Seznam slovenskih glasbenih in muzikoloških periodičnih publikacij.
- Bilten, Slovensko muzikološko društvo (Ljubljana, 1993–2008)
- Cäcilia: musikalische Monatshefte für Landorganisten, Schullehrer und Beförderer der Tonkunst auf dem Lande (Ljubljana, 1858–1859), 2 zvezka v nemščini in slovenščini
- Cerkveni glasbenik, Cecilijino Društvo (Ljubljana, 1878–1945, 1976–)
- Glasba v šoli, Zavod Republike Slovenije za šolstvo (Ljubljana, 1995–)
- Glasbena zora (Ljubljana, 1899–1900), dva zvezka
- Glasbeno-pedagoški zbornik Akademije za glasbo v Ljubljani, (Ljubljana, 1995–), izhaja na vsaki dve leti
- Glasna, Glasbena mladina Slovenije (Ljubljana, 2010-), dvomesečnik
- Glasnik Slovenske koroške pesmi, Sklad Prežihovega Voranca (Ljubljana, 1958–60, 1969), štirje zvezki
- Gledališki list, Operetni Ansambel, (Maribor, sezoni 1955/6 in 1956/7), 2 zvezka
- GM, glasilo Glasbene mladine Slovenije, (Ljubljana, 1970–)
- Grlica: revija za mladinsko zborovsko glasbo, (Ljubljana, 1953–88, od leta 1963 »Revija za glasbeno vzgojo«), Društvo glasbenih pedagogov Slovenije
- Informativni bilten Društva slovenskih skladateljev (Ljubljana, 1966–)
- Jahresbibliographie der Volksballadenforschung; Kommission für Volksdichtung, Inštitut za Slovensko Narodopisje ZRC SAZU (Ljubljana, 1971–1990, v angleščini in nemščini)
- Koncertni list Slovenske filharmonije (Ljubljana, 1951–)
- Mlada sloga, Narodno železničarsko glasbeno društvo Sloga (Ljubljana, 1938–41)
- Muska, Glasbena mladina Slovenije (Ljubljana, 1996-2009), dvomesečnik
- Muzikološki zbornik, oddelek za muzikologijo Filozofske fakultete Univerze v Ljubljani (Ljubljana, 1965–1989)
- Naši zbori, Državna založba Slovenije, od 1964 Zveza kulturnih organizacij Slovenije, (Ljubljana, 1946–1962, 1964–)
- Novi akordi, Založba Lavoslava Schwentnerja (Ljubljana, 1901-1914), dvomesečnik
- Nova muzika, Glasbena Matica (Ljubljana, 1928–1929), dva zvezka
- Pevec, Pevska zveza (Ljubljana, 1921–1938), 18 zvezkov
- Slovenska glasbena revija, Društvo slovenskih skladateljev (Ljubljana, 1951–1960) pet zvezkov
- Tamburaš (Ljubljana, 1926), mesečnik: 12 številk
- Zbori, Pevsko društvo Ljubljanski zvon (Ljubljana, 1925–1934), 10 zvezkov